# Otto Ottoson Vellingk
Otto Ottoson Vellingk (1649-1708) fou un general suec durant la Gran Guerra del Nord. Va néixer el 1649, fill del Coronel Otto Gotthardsson Vellingk i Cristina Nilsdotter Mannersköld, i tingué un germà, Mauritz Wellingk. Fou ascendit a general el 1698.

## Biografia
El 1664 serví com a tinent en un regiment suec a Bremen.Serví al Regne de França a partir de 1666 i el 1670 fou ascendit al rang de coronel de l'exèrcit francès. Es presentà voluntari per lluitar a les guerres de Suècia contra Dinamarca. A la batalla de Halmstad va comandar un esquadró del Regiment de Household, pocs dies després fou ascendit a coronel de l'exèrcit suec. També va participar en la batalla de Lund. El 1676 fou nomenat baró. El 1678 fou destinat com a coronel al regiment Tavastehus, el 1683 fou nomenat General Major de Cavalleria. El 1687 fou nomenat governador de: Gästrikland, Hälsingland, Medelpad, Ångermanland, Jämtland, Härjedalen i Lapònia. El 1693 fou nomenat Governador General d'Escània, i el 1698 ho fou d'Íngria i el Comtat de Kexholm, alhora que era ascendit a general de cavalleria.
Participà en les batalles claus de la Gran Guerra del Nord incloent: la Batalla de Narva el 1700, i el Creuament del Düna prop de Riga el 1701. També participà en la batalla de Klissow el 9 de juliol de 1702. Participà en la batalla de Punitz.
Fou nomenat Conseller Reial el 1705, i ennoblit com a comte el 1706.